# Комарихинский
Комари́хинский — посёлок (в 1963—2008 — посёлок городского типа) в Чусовском городском округе Пермского края России.  

## География
Расположен в 80 км к востоку от Перми. Станция на железнодорожной линии Пермь — Чусовой.

## Население
| 1963  | 1970  | 1979  | 1989  | 2002  | 2006  | 2007  |
| ----- | ----- | ----- | ----- | ----- | ----- | ----- |
| 2760  | ↘2460 | ↗2566 | ↘2312 | ↘1548 | ↘1500 | →1500 |
| 2009  | 2010  | 2021  |       |       |       |       |
| ↘1491 | ↘1414 | ↘1125 |       |       |       |       |

## История
Поселение возникло как железнодорожная станция в 1870-х годах при строительстве Горнозаводской железной дороги. Название получило от близлежащей деревни Комариха.
2 января 1963 года Комарихинский получил статус посёлка городского типа. 1 января 2009 года преобразован в посёлок сельского типа.
С 2004 до 2019 гг. был административным центром Комарихинского сельского поселения Чусовского муниципального района.